# Myotis nigricans
Myotis nigricans је врста слепог миша из породице вечерњака (лат. Vespertilionidae).

## Распрострањење
Врста је присутна у Аргентини, Гватемали, Гренади, Еквадору, Колумбији, Костарици, Мексику, Никарагви, Панами, Парагвају, Перуу, Салвадору, Тринидаду и Тобагу и Хондурасу.

## Станиште
Врста Myotis nigricans има станиште на копну.

## Угроженост
Ова врста није угрожена, и наведена је као последња брига јер има широко распрострањење.

### Популациони тренд
Популација ове врсте је стабилна, судећи по доступним подацима.